# Kabupaten Paser
Kabupaten Paser är ett kabupaten i Indonesien.   Det ligger i provinsen Kalimantan Timur, i den nordvästra delen av landet, 1 200 km nordost om huvudstaden Jakarta. Antalet invånare är 230 316.